# Аризонская белка
Аризо́нская бе́лка (лат. Sciurus arizonensis) — млекопитающие из семейства беличьих отряда грызунов.

## Место обитания
Вид обитает в горных районах центральной Аризоны, в Соноре (Мексика) и на западе Нью-Мексико. В Аризоне чаще всего встречается на высоте от 1500 до 1900 метров над уровнем моря в хвойных, смешанных и широколиственных лесах. В Нью-Мексико вид селится в глубоких каньонах, где растут чёрные грецкие орехи и дубы. В Соноре белка обитает на более низких высотах во вторичных лесах.

## Размножение
Гон у аризонской белки в апреле-мае. Беременность длится два месяца. В помёте обычно 2-4 детёныша. Не все самки предпочитают размножаться каждый год.

## Популяция
Численность аризонской белки невелика, поскольку она обитает на одной территории со своим ближайшим родственником — белкой Аберта, которой проигрывает в конкуренции за пищу.